# 寄席文字

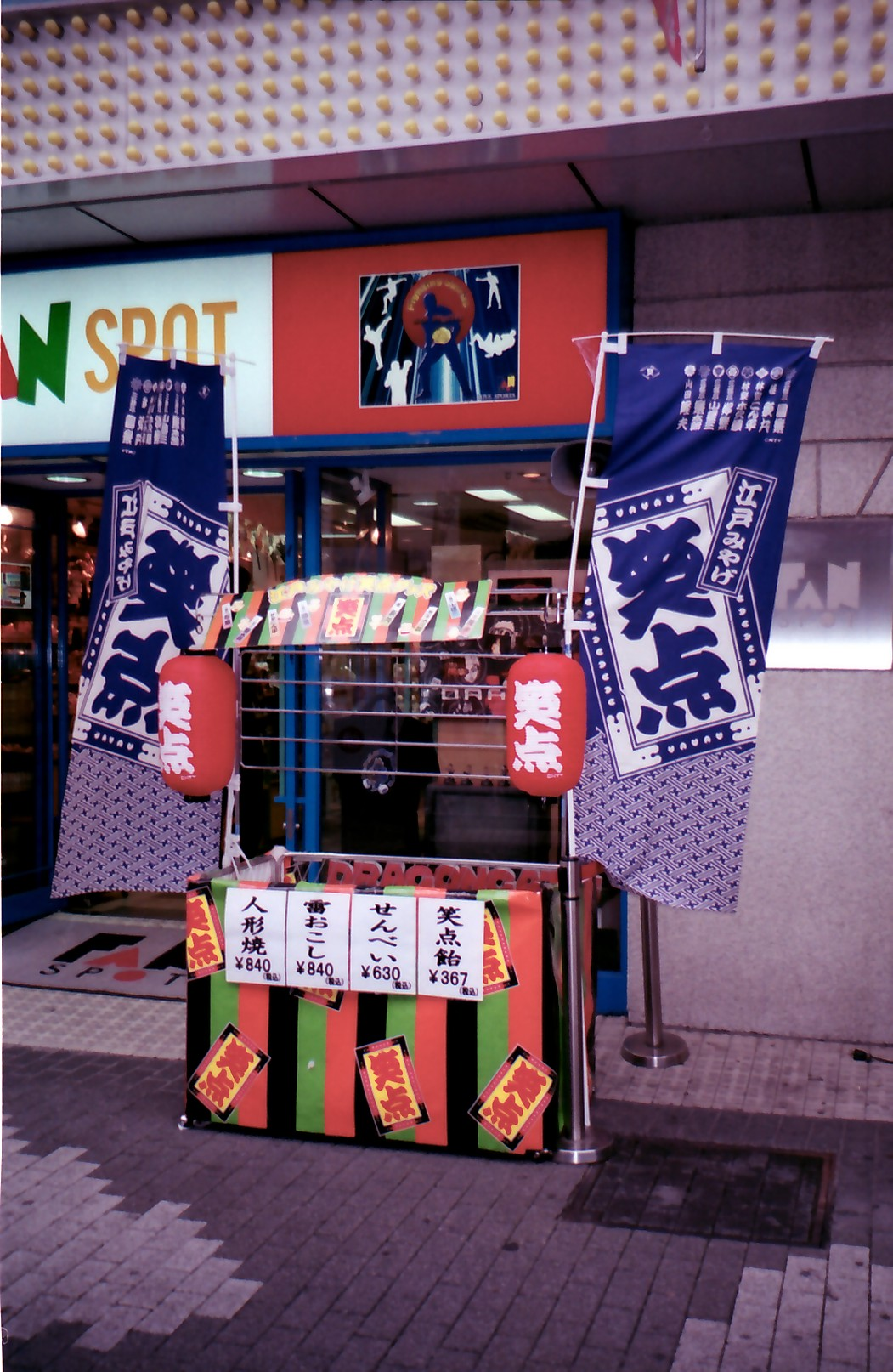
寄席文字でかかれた幟（のぼり）と提灯

寄席文字（よせもじ）は、寄席で使用される文字の字体。
江戸時代の「ビラ字」に端を発し、芝居文字・相撲字などとともに江戸文字に属する。通称は橘流（たちばなりゅう）。

## 概要
寄席文字は、寄席の看板や高座のめくりに用いられる、独特の太い筆致の文字として知られる。これは、従来「ビラ字」と呼ばれていたものが、もと噺家の橘右近によって改良されたものである。寄席文字は、番付やチラシ、千社札にも使用されている。
楷書に近い、可読性が高い意匠を持つが、「文」「女」「遊」など、隙間をなるべく減らすように（後述）、あえて崩したり装飾を施したりして書く字もある。

## ビラ字
江戸では寄席興行の本格化がみられる寛政年間（1789年 - 1801年）、寄席に客を集めるための広告（現代風に言えば寄席宣伝ポスター）である寄席ビラが生まれた。当初寄席ビラは、一般的な普通の書体で書かれていたが、天保7 - 8年（1836年 - 1837年）頃、神田豊島町（現在の千代田区岩本町）藁店（わらだな）に住む紺屋の職人、栄次郎が、それまで提灯や半纏などに使われてきた字体と歌舞伎で用いられていた勘亭流の字体とを折衷して編み出したのが「ビラ字」だといわれている。江戸時代末期から明治時代にかけて寄席専門の職人（ビラ屋）も繁盛し、なかでも「ビラ清」「ビラ辰」といった名人が手がけたビラは、意匠的にも凝った極彩色の木版ビラとして好評を博した。

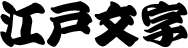
「寄席文字」の字体

ビラ字は、少しでも多くの客が寄席に集まって大入になるように縁起をかつぎ、字を詰まり気味に配し、隙間が最小限になるよう（空席がなるべく少なくなるよう）、また、なるべく右肩上がりになるよう書かれるのを特徴としている。

## 寄席文字の復興
上述のように、ビラ字は専門の職人によって書かれたが、寄席の軒数が減少すると次第に職人がいなくなってしまった。やむなく、それぞれの寄席で間に合わせでビラ字を書くようになったが、専門職の手を離れると、それまでの統一された様式は徐々に失われていった。そして、大正12年（1923年）9月の関東大震災を契機にビラ字はすがたを消してしまったのである。
第二次世界大戦後、「昭和の名人」といわれた落語家8代目桂文楽（1892年 - 1971年）は、1949年（昭和24年）に落語家を廃業し、寄席の楽屋主任およびビラ字書家専業となった橘右近（1903年 - 1995年）に対し、「寄席文字」の流派を創始して、その家元になることを提案した。橘右近はそれまで寄席にまつわるさまざまな文物を収集していたが、ビラ字の師匠がいない状態から見よう見まねで書き始め、2代目ビラ辰の流れを汲みつつ、自身のスタイルを確立していった。
こうして橘右近は桂文楽の勧めにしたがい、1965年（昭和40年）、「橘流」を創始して、ビラ字を「寄席文字」として復活、その家元となって寄席文字の普及と後継者の育成に力を注いだ。これにより、今までなかったビラ字の一門が確立されたのみならず、寄席文字の地位が飛躍的に向上した。
しかしながら、右近が自身の一番弟子である橘左近（1934年 - 2023年）に対して語ったところによれば、「最初のころのは見せられないくらいひどい」出来だったという。かつての名人が書いたビラ字を見てきた古い噺家たちや席亭の目は特に厳しく、しばしば酷評にさらされた。ことに、口うるさい5代目柳亭左楽と新宿末廣亭の席亭北村銀太郎がひかえていたので「橘流」の創始は真剣そのものであったという。
右近は、左近・右京を育て、自分にとっても勉強になるからと「寄席文字勉強会」を立ち上げ、そのなかから右一郎、右之吉、とし子、右之輔、右橘、右太治、右龍、右樂、右女次、右朝（初代）、右朝（二代）、右佐喜、右雀、右喜与、右門、紅樂、さつき、吉也が橘流の寄席文字を受け継いでいる。右近は1994年（平成6年）、橘流の将来を考え、家元は一代限りとし、後任を「寄席文字橘会」と名付けて法人化されていた一門の集まりに委譲し、家元の印章もそこに納めることとした。後年「寄席文字橘会」は会社を解散し、「橘流寄席文字一門」となっている。
右近亡きあと、「寄席文字」の技術と伝統は左近・右京をはじめとする右近の門弟たちに継承され、寄席の情緒をかもしだす重要な役割を果たしている。2023年には右近筆頭弟子の左近が死去した。
橘流は平成以降の落語協会・落語芸術協会の真打昇進・襲名披露等の際には個人名が書かれた招木を贈呈してきたが、2019年（令和元年）9月の落語協会の真打昇進披露から中止となっている。